# Птах-носоріг палаванський
Птах-носоріг палаванський (Anthracoceros marchei) — вид птахів родини птахів-носорогів (Bucerotidae).

## Поширення
Ендемік Філіппін. Поширений на острові Палаван та на прилеглих островах Балабак, Бусуанга, Калауїт, Куліон та Корон. Мешкає в первинних і вторинних вічнозелених лісах, але також відвідує болота та мангрові зарості.

## Опис
Його довжина становить 55 см, вага самця — 580-920 г. Він має майже виключно чорне оперення, за винятком хвоста, який є білим. Верхні частини мають темно-зелені відблиски. Самець має блідо-жовті шолом і дзьоб з невеликою чорною плямою біля основи нижньої щелепи. Оголена шкіра навколо очей і на горлі біла з легким блакитним відтінком. Червоно-коричнева райдужка оточена чорним орбітальним кільцем. Самиця менша за самця, має менший дзьоб і шолом сіруватого відтінку. Його очі темно-сіро-коричневого кольору.